# Phyllachora ramonensis
Phyllachora ramonensis är en svampart som beskrevs av Syd. 1925. Phyllachora ramonensis ingår i släktet Phyllachora och familjen Phyllachoraceae.   Inga underarter finns listade i Catalogue of Life.